# فؤاد الزاوش
فؤاد الزاوش رسام وكاتب تونسي. عصامي في الرسم، ويكتب الرواية بالفرنسية.

## الروائي
صدر لفؤاد الزاوش منذ عام 1999 سبع روايات جميعها باللغة الفرنسية، وتحمل على التوالي العناوين التالية:
- نظرات (Regards)، عام 1999
- المواجهة (L'affrontement)، عام 2001
- خطيبة عمر (La fiancée de Amor)، عام 2002، وهي الرواية الوحيدة التي صدرت بالعربية إلى جانب الفرنسية
- أكاذيب (Mensonges) عام 2003
- المتحكم في اللعبة (Le maître du jeu) عام 2004
- الإنسان والوعي (L'homme, ce Cro-Magnon de la conscience) عام 2007
- الوقائع (Chroniques) عام 2008

## الرسام
أقام فؤاد الزاوش أول معرض شخصي له بالعاصمة الفرنسية باريس وذلك عام 1979، وعرض مرة ثانية بباريس في السنة الموالية، وفي عام 1981 عرض لأول مرة في تونس برواق يحيى ومنذ 1983 أصاح يعرض سنويا بانتظام يمتحف سيدي بوسعيد.

## وصلة خارجية
موقع فؤاد الزاوش